# TNA Knockouts World Championship
Die TNA Knockouts World Championship ist ein Frauen Wrestling-World-Titel der US-amerikanischen Promotion Total Nonstop Action Wrestling (TNA). Eingeführt am 14. Oktober 2007 wird der Titel nur in der Knockout’s-Division vergeben. Wie im Wrestling allgemein üblich, erfolgt die Vergabe nach einer zuvor bestimmten Storyline.

## Geschichte
Obwohl Impact Wrestling zum Zeitpunkt der Einführung des Frauengürtels bereits fünf Jahre alt war, gab es zunächst keine Frauendivision in der Promotion. Frauenkämpfe waren eher eine Nebensache. Die wenigen Wrestlerinnen kämpften 2002 um den Titel „Miss TNA“, den Taylor Vaughn gewann, außerdem gab es die Auszeichnung „Babe of the Year“ von 2003 bis 2007. Erst im September 2007 wurde mit den TNA Knockouts eine eigene Frauendivision gegründet. Um der Division mehr Seriosität zu verleihen und auch zu zeigen, dass Frauen bei TNA kein simples Beiwerk mehr sind, wurde der Impact Knockouts Championship geschaffen. Auf dem Titel findet sich allerdings das Wort „Knockouts“ nicht.
Am 14. Oktober 2007 fand das erste Match um den neu geschaffenen Damen-Wrestlingtitel statt. Gail Kim gewann ein 10-Knockout-Gauntlet for the Gold-Match beim Pay-per-view Bound for Glory und wurde dadurch die erste TNA Knockouts Championesse. Insgesamt gab es seitdem 65 Regentschaften.

## Liste der Titelträgerinnen
| Nr. | Titelträger     | Regentschaft | Tage | Datum              | Ort                  | Veranstaltung                   | Bemerkung |
| --- | --------------- | ------------ | ---- | ------------------ | -------------------- | ------------------------------- | --- |
| 1   | Gail Kim        | 1            | 85   | 14. Oktober 2007   | Duluth, GA           | Bound for Glory                 | Gail Kim gewann ein 10 Knockout Gauntlet for the Gold-Match und wurde die erste TNA Women’s Knockout Championesse. |
| 2   | Awesome Kong    | 1            | 169  | 7. Januar 2008     | Orlando, FL          | TNA Impact!                     | Awesome Kong besiegte Gail Kim in einem Street Fight bei TNA iMPACT! Ausgestrahlt am 10. Januar 2008. |
| 3   | Taylor Wilde    | 1            | 121  | 24. Juni 2008      | Orlando, FL          | TNA Impact!                     | Ausgestrahlt am 10. Juli 2008. |
| 4   | Awesome Kong    | 2            | 178  | 23. Oktober 2008   | Las Vegas, NV        | TNA Impact!                     | |
| 5   | Angelina Love   | 1            | 67   | 19. April 2009     | Philadelphia, PA     | Lockdown                        | Dies war ein Three Way Six Sides of Steel-Match, in dem ebenfalls Taylor Wilde involviert war. |
| 6   | Tara            | 1            | 24   | 25. Juni 2009      | Orlando, FL          | TNA Impact!                     | Ausgestrahlt am 9. Juli 2009. |
| 7   | Angelina Love   | 2            | 28   | 19. Juli 2009      | Orlando, FL          | Victory Road                    | |
| 8   | ODB             | 1            | 11   | 16. August 2009    | Orlando, FL          | Hard Justice                    | Dies war ein Tag Team Match, in dem ODB mit Cody Deaner gegen das Team von Angelina Love und Velvet Sky antrat. Deaner konnte Velvet Sky pinnen, um den Titel für ODB zu gewinnen. |
| —   | Titel vakant    | —            | —    | 27. August 2009    | Orlando, FL          | TNA Impact!                     | Mick Foley behielt den Titel ein, da Cody Deaner der Meinung war, er sei der rechtmäßige Champion, weil er den Pin gegen Velvet Sky bei Hard Justice gemacht hatte. Foley setzte ein Match um den vakanten Titel bei „No Surrender“ am 20. September 2009 zwischen ODB und Cody Deaner an. |
| 9   | ODB             | 2            | 91   | 20. September 2009 | Orlando, FL          | No Surrender                    | ODB besiegte Cody Deaner in einem Titelmatch um den vakanten Titel. |
| 10  | Tara            | 2            | 15   | 20. Dezember 2009  | Orlando, FL          | Final Resolution                | |
| 11  | ODB             | 3            | 13   | 4. Januar 2010     | Orlando, FL          | TNA Impact!                     | |
| 12  | Tara            | 3            | 78   | 17. Januar 2010    | Orlando, FL          | Genesis                         | Dies war ein „Two out of three falls“-Match. |
| 13  | Angelina Love   | 3            | 13   | 5. April 2010      | Orlando, FL          | TNA Impact!                     | Love war eine von vier Gewinnerinnen eines Lockbox Acht Knockout Elimination Tag Team Matches bei TNA Impact. Sie gewann den Schlüssel zu der Box, welche die Knockout Championship enthielt.                                                                                              |
| 14  | Madison Rayne   | 1            | 84   | 18. April 2010     | Saint Charles, MO    | Lockdown                        | Dies war ein Tag Team Steel Cage-Match bei Lockdown, in dem es ebenfalls um die TNA Knockout Tag Team Championship ging. Rayne teamte mit Velvet Sky und Angelina Love mit Tara. Rayne konnte Tara pinnen und gewann den Titel.                                                            |
| 15  | Angelina Love   | 4            | 2    | 11. Juli 2010      | Orlando, FL          | Victory Road                    | Dies war ein Title vs. Career-Match, das Angelina Love durch Disqualifikation gewann. |
| 16  | Madison Rayne   | 2            | 27   | 13. Juli 2010      | Orlando, FL          | TNA Impact!                     | Der Titel wurde Madison Rayne zuerkannt, nachdem sie gedroht hatte, TNA wegen des kontroversen Titelmatches bei Victory Road zu verklagen. Ausgestrahlt am 22. Juli 2010. |
| 17  | Angelina Love   | 5            | 62   | 9. August 2010     | Orlando, FL          | The Whole F'n Show              | Ausgestrahlt am 12. August 2010. |
| 18  | Tara            | 4            | 1    | 10. Oktober 2010   | Daytona Beach, FL    | Bound for Glory                 | Dies war ein Four Corners-Match in dem ebenfalls Madison Rayne und Velvet Sky involviert waren. Mickie James war Special Guest Referee. |
| 19  | Madison Rayne   | 3            | 188  | 11. Oktober 2010   | Orlando, FL          | TNA Impact!                     | Ausgestrahlt am 14. Oktober 2010. Tara legte sich für Rayne auf den Boden. |
| 20  | Mickie James    | 1            | 112  | 17. April 2011     | Cincinnati, OH       | Lockdown                        | Dies war ein Cage-Match, bei dem auch Mickies Haare auf dem Spiel standen. |
| 21  | Winter          | 1            | 18   | 7. August 2011     | Orlando, FL          | Hardcore Justice                | |
| 22  | Mickie James    | 2            | 17   | 25. August 2011    | Huntsville, AL       | Impact Wrestling                | Ausgestrahlt am 1. September 2011. |
| 23  | Winter          | 2            | 35   | 11. September 2011 | Orlando, FL          | No Surrender                    | |
| 24  | Velvet Sky      | 1            | 28   | 16. Oktober 2011   | Philadelphia, PA     | Bound for Glory                 | Dies war ein 4-Way-Match, in dem auch Madison Rayne und Mickie James beteiligt waren. Karen Jarrett fungierte als Special Guest Referee. |
| 25  | Gail Kim        | 2            | 210  | 13. November 2011  | Orlando, FL          | Turning Point                   | |
| 26  | Miss Tessmacher | 1            | 63   | 10. Juni 2012      | Arlington, TX        | Slammiversary X                 | |
| 27  | Madison Rayne   | 4            | 4    | 12. August 2012    | Orlando, FL          | Hardcore Justice                | |
| 28  | Miss Tessmacher | 2            | 59   | 16. August 2012    | Orlando, FL          | Impact Wrestling                | |
| 29  | Tara            | 5            | 104  | 14. Oktober 2012   | Phoenix, AZ          | Bound for Glory                 | |
| 30  | Velvet Sky      | 2            | 117  | 26. Januar 2013    | London, England      | Impact Wrestling                | Dies war ein Four-Way-Elimination-Match, in dem auch Miss Tessmacher und Gail Kim beteiligt waren. Ausstrahlung am 21. Februar 2013. |
| 31  | Mickie James    | 3            | 112  | 23. Mai 2013       | Tampa, FL            | Impact Wrestling                | |
| 32  | ODB             | 4            | 38   | 12. September 2013 | St. Louis, MI        | Impact Wrestling: No Surrender  | Ausgestrahlt am 19. September 2013. |
| 33  | Gail Kim        | 3            | 88   | 20. Oktober 2013   | San Diego, CA        | Bound for Glory                 | Dies war ein Three Way Dance, in dem auch Brooke beteiligt war. |
| 34  | Madison Rayne   | 5            | 101  | 16. Januar 2014    | Huntsville, AL       | Impact Wrestling: Genesis       | |
| 35  | Angelina Love   | 6            | 54   | 27. April 2014     | Orlando, FL          | Sacrifice                       | |
| 36  | Gail Kim        | 4            | 88   | 20. Juni 2014      | Bethlehem, PA        | Impact Wrestling                | Ausstrahlung am 3. Juli 2014. |
| 37  | Havok           | 1            | 3    | 16. September 2014 | Bethlehem, PA        | Impact Wrestling                | Ausstrahlung am 1. Oktober 2014 |
| 38  | Taryn Terrell   | 1            | 279  | 19. September 2014 | Bethlehem, PA        | Impact Wrestling                | Dies war ein Three-Way Match, in dem auch Gail Kim involviert war. Ausgestrahlt am 19. November 2014 |
| 39  | Brooke          | 3            | 34   | 25. Juni 2015      | Orlando, FL          | Impact Wrestling                | |
| 40  | Gail Kim        | 5            | 232  | 29. Juli 2015      | Orlando, FL          | Impact Wrestling                | |
| 41  | Jade            | 1            | 87   | 17. März 2016      | Orlando, FL          | Impact Wrestling                | Dies war ein Three-Way Match in dem auch Madison Rayne involviert war. Ausgestrahlt am 29. März 2016. |
| 42  | Sienna          | 1            | 61   | 12. Juni 2016      | Orlando, FL          | Slammiversary                   | Dies war ein Three-Way Match in dem auch Gail Kim involviert war. |
| 43  | Allie           | 1            | 1    | 12. August 2016    | Orlando, FL          | Impact Wrestling: Turning Point | Dies war ein Five-Way Match in dem auch Jade, Madison Rayne und Marti Bell involviert waren. Ausgestrahlt am 25. August 2016. |
| 44  | Maria Kanellis  | 1            | 50   | 13. August 2016    | Orlando, FL          | Impact Wrestling                | Allie legte sich für Maria Kanellis auf den Boden. Ausgestrahlt am 1. September 2016. |
| 45  | Gail Kim        | 6            | 7    | 2. Oktober 2016    | Orlando, FL          | Bound for Glory                 | |
| —   | Titel vakant    | —            | —    | 9. Oktober 2016    | Orlando, FL          | Impact Wrestling                | Gail Kim musste den Titel aufgrund einer Verletzung abgeben. |
| 46  | Rosemary        | 1            | 266  | 9. Oktober 2016    | Orlando, FL          | Impact Wrestling                | Besiegte Jade in einem Steel Cage-Match, um den vakanten Titel zu gewinnen. Ausgestrahlung am 1. Dezember 2016. |
| 47  | Sienna          | 2            | 126  | 2. Juli 2017       | Orlando, FL          | Slammiversary XV                | Besiegte Rosemary bei Slammiversary XV. |
| 48  | Gail Kim        | 7            | 1    | 5. November 2017   | Ottawa, Kanada       | Bound for Glory                 | Dies war ein Fatal-Three–Way-Match, in dem auch Allie involviert war. |
| —   | Titel vakant    | —            | —    | 6. November 2017   | Ottawa, Kanada       | Impact Wrestling                | Der Titel wurde für vakant erklärt, nachdem Gail Kim ihre Karriere beendet hatte. Ausgestrahlt am 16. November 2017. |
| 49  | Laurel Van Ness | 1            | 65   | 8. November 2017   | Ottawa, Kanada       | Impact Wrestling                | Besiegte Rosemary, um den vakanten Titel zu gewinnen. Ausgestrahlt am 14. Dezember 2017. |
| 50  | Allie           | 2            | 102  | 12. Januar 2018    | Orlando, FL          | Impact Wrestling                | Ausstrahlung am 1. März 2018. |
| 51  | Su Yung         | 1            | 110  | 24. April 2018     | Orlando, FL          | Impact Wrestling                | Dies war ein Last Rites-Match Ausgestrahlt am 31. Mai 2018. |
| 52  | Tessa Blanchard | 1            | 149  | 12. August 2018    | Toronto, Kanada      | Impact Wrestling                | Dies war ein Fatal-Three–Way-Match, in dem auch Allie involviert war. Ausgestrahlt am 30. August 2018. |
| 53  | Taya Valkyrie   | 1            | 404  | 6. Januar 2019     | Nashville, TN        | Homecoming                      | |
| 54  | Jordynne Grace  | 1            | 182  | 18. Januar 2020    | Mexiko-Stadt, Mexiko | Impact Wrestling                | Ausgestrahlt am 12. Februar 2020. |
| 55  | Deonna Purrazzo | 1            | 98   | 18. Juli 2020      | Nashville, TN        | Slammiversary                   | |
| 56  | Su Yung         | 2            | 21   | 24. Oktober 2020   | Nashville, TN        | Bound for Glory                 | |
| 57  | Deonna Purrazzo | 2            | 344  | 11. November 2020  | Nashville, TN        | Turning Point                   | |
| 58  | Mickie James    | 4            | 133  | 23. Oktober 2021   | Sunrise Manor, NV    | Bound For Glory                 | |
| 59  | Tasha Steelz    | 1            | 106  | 5. März 2022       | Louisville, KY       | Sacrifice                       | [ 4 ] |
| 60  | Jordynne Grace  | 2            | 208  | 19. Juni 2022      | Nashville, TN        | Slammiversary                   | |
| 61  | Mickie James    | 5            | 71   | 13. Januar 2023    | Atlanta, GA          | Hard to Kill                    | |
| —   | Titel vakant    | —            | —    | 25. März 2023      | Windsor, ON, Kanada  | Impact!                         | James erklärte den Titel für vakant, nachdem sie keine medizinische Freigabe hatte ihn bei Rebellion zu verteidigen. |
| 62  | Deonna Purrazzo | 3            | 90   | 16. April 2023     | Toronto, ON, Kanada  | Rebellion                       | Besiegte Jordynne Grace in einem Match um den vakanten Titel. |
| 63  | Trinity         | 1            | 182  | 15. Juli 2023      | Windsor, ON, Kanada  | Slammiversary                   | [ 7 ] |
| 64  | Jordynne Grace  | 3            | 287  | 13. Januar 2024    | Paradise, NV         | Hard to Kill                    | Grace löste ihren Call Your Shot ein. |
| 65  | Masha Slamovich | 1            | 248+ | 26. Oktober 2024   | Detroit, MI          | Bound for Glory                 | [ 9 ] |

## Kombinierte Regentschaften

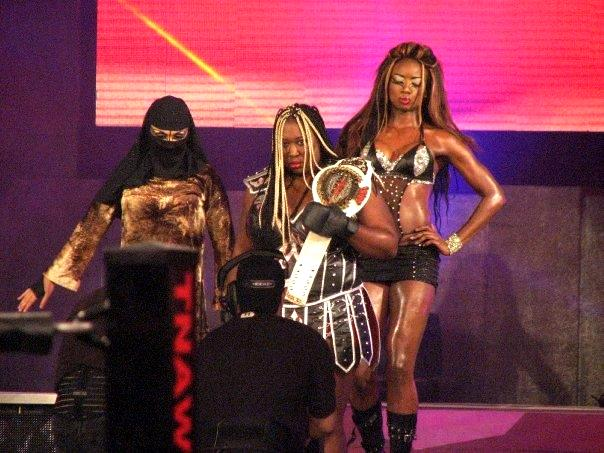
Awesome Kong ist die zweite Titelträgerin und hielt den Titel zweimal für insgesamt 347 Tage.

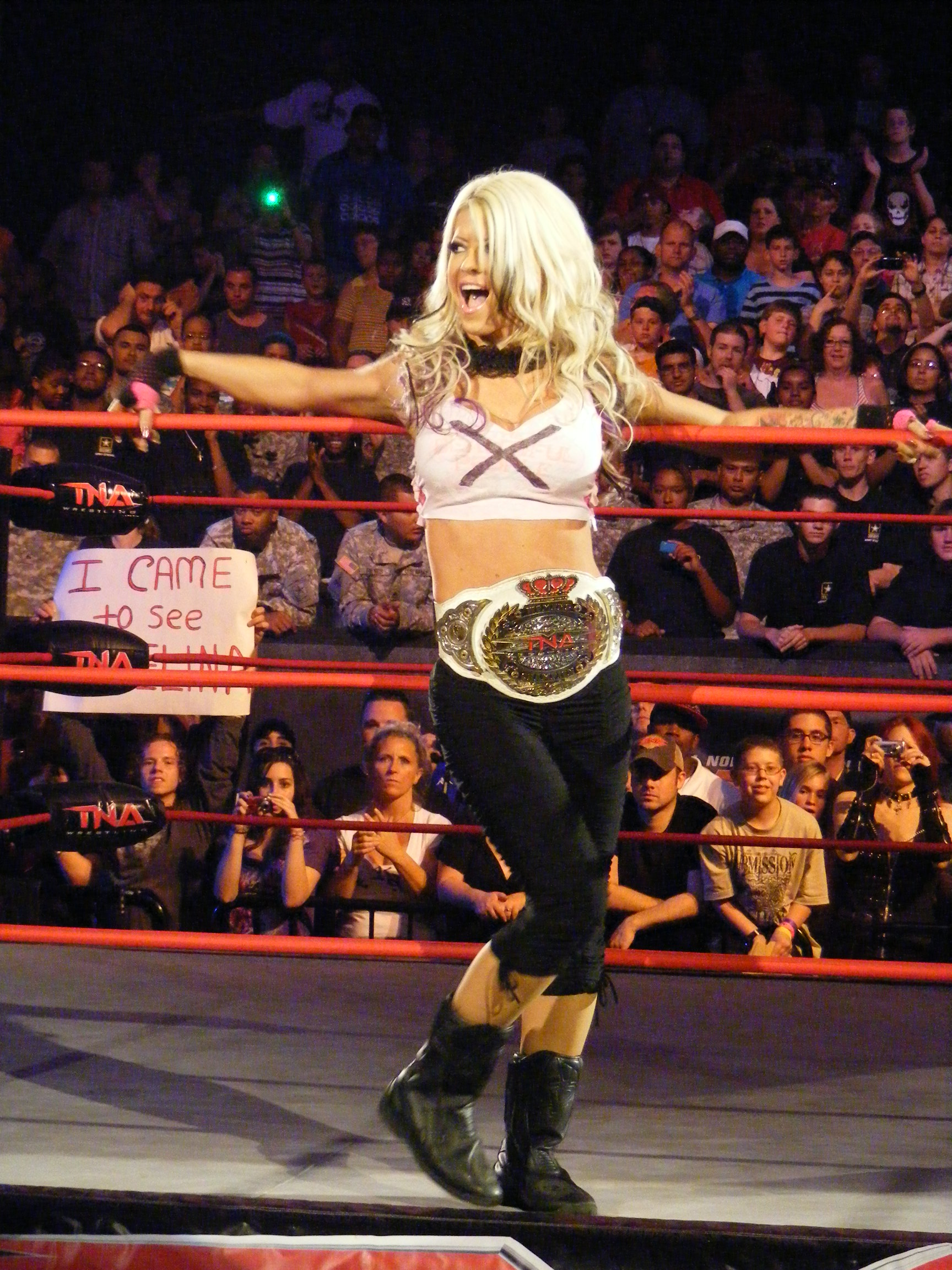
Angelina Love hielt den Titel sechsmal für insgesamt 226 Tage.

| Platz | Name                   | Anzahl | Tage insgesamt |
| ----- | ---------------------- | ------ | -------------- |
| 1     | Gail Kim               | 7      | 711            |
| 2     | Jordynne Grace         | 3      | 677            |
| 3     | Deonna Purrazzo        | 2      | 531            |
| 4     | Mickie James           | 5      | 445            |
| 5     | Madison Rayne          | 5      | 404            |
| 6     | Taya Valkyrie          | 1      | 404            |
| 7     | Awesome Kong           | 2      | 347            |
| 8     | Taryn Terrell          | 1      | 279            |
| 9     | Rosemary               | 1      | 266            |
| 10    | Angelina Love          | 6      | 226            |
| 11    | Tara                   | 5      | 222            |
| 12    | Masha Slamovich        | 1      | 248+           |
| 13    | Sienna                 | 2      | 187            |
| 14    | Trinity                | 1      | 182            |
| 15    | Miss Tessmacher/Brooke | 3      | 156            |
| 16    | Tessa Blanchard        | 1      | 147            |
| 17    | Velvet Sky             | 2      | 145            |
| 18    | ODB                    | 4      | 153            |
| 19    | Su Yung                | 2      | 131            |
| 20    | Taylor Wilde           | 1      | 121            |
| 21    | Tasha Steelz           | 1      | 106            |
| 22    | Allie                  | 2      | 103            |
| 23    | Jade                   | 1      | 87             |
| 24    | Laurel Van Ness        | 1      | 65             |
| 25    | Winter                 | 2      | 53             |
| 26    | Maria Kanellis-Bennett | 1      | 50             |
| 27    | Havok                  | 1      | 3              |